# Parque da Madre de Deus
O Parque da Madre de Deus ou Mata da Madre de Deus é um jardim em Lisboa, situado na periferia do Bairro da Madre de Deus, na encosta do vale de Chelas.
Em 2009 foi alvo de obras de requalificação que, em meados de 2010, se encontravam paradas, deixando por concluir um parque infantil, bem como o sistema de esgotos, ficando ainda a faltar a instalação de caixotes de lixo, novo sistema de iluminação, requalificação dos sanitários públicos, entre outras. A inundação das áreas abandonadas é comum, constituindo um risco sério para os utilizadores (o Parque é contíguo a duas escolas), sendo também fonte de insectos e maus cheiros.